# Hemkatalog
En hemkatalog är den katalog eller "mapp" som innehåller en användares filer och inställningar i Unix och unixliknande operativsystem. Katalogerna brukar ha samma namn som användarnamnet och finns vanligen (förutom administratörens) i katalogen /home/, i större system ofta i en underkatalog. Sökvägen till den egna hemkatalogen finns lagrad i miljövariabeln $HOME och kan också fås av systemet genom getpwuid(3).
Den egna hemkatalogen kan i kommandotolken och vissa andra sammanhang skrivas som "~" (andra användares som ~användarnamn) och för att komma till sin hemkatalog kan man skriva kommandot "cd", "cd ~" eller "cd $HOME".
$HOME är en vanlig miljövariabel och kan omdefinieras av användaren, varför värdet från den och från getpwuid kan skilja sig. Vanliga användarprogram använder vanligen det förra, för att ge användaren ökad flexibilitet, medan program med särskilda rättigheter i allmänhet bör använda det senare.
I Windows kan dessa hemkataloger närmast jämföras med de kataloger som brukar finnas i katalogen "C:\Documents and settings\", "\WINNT\Profiles" eller "\Users" (sökvägen varierar enligt Windows-version och konfiguration). Sökvägen kan fås genom ett systemanrop.